# Матица српска
Матица српска је најстарија књижевна, културна и научна институција српског народа, основана у Пешти у четвртак 4/16. фебруара 1826. године.  Најстарија је матица на свету.
Потреба националне хомогенизације, просвећивања, као и издавања српских књига, били су основни разлози за формирање оваквог Друштва. Непосредни повод за оснивање Матице српске представљала је потреба за преузимањем Сербске летописи (каснијег Летописа Матице српске), најстаријег српског књижевног часописа и тада јединог српског гласила, коме је претило гашење.
Издавачки центар Матице српске има редовну издавачку активност, укључујући неколико пројеката од националног значаја, попут Десет векова српске књижевности.
Књижевно и културно друштво одиграло је огромну улогу у процвату науке и културе Срба у Војводини. Матица је 1864. године пресељена у Нови Сад.
Матица српска, дјелује и на територији Републике Српске, кроз Друштво чланова Матице Српске у Републици Српској, као и у Црној Гори, кроз Друштво чланова Матице Српске у Црној Гори. Осим тога планирано је оснивање Матице српске у Бечу.

## Оснивачи
Оснивачи Матице српске били су пештански Срби Гаврило Бозитовац, Јован Деметровић, Јосиф Миловук, Петар Рајић, Андрија Розмировић, Георгије Станковић и Јован Хаџић.
Први председник Матице српске био је правник и књижевник Јован Хаџић, а први формално изабрани секретар правник и новинар Теодор Павловић.

## Историја
Матица српска од оснивања представља установу свесрпског, саборног карактера. Она је прва матица установљена. По узору на њу, удруживаће се касније и други словенски народи у своје Матице, преузимајући од ње име, а у великој мери и програм (Матица чешка — 1831; Матица илирска — 1842; Матица лужичкосрпска — 1847, итд).
Матица српска има значајну улогу и у оснивању неких других установа српске културе, као што је на пример први национални професионални стални театар — Српско народно позориште. Своју делатност развијала је махом захваљујући добротворима, међу којима је најзначајнији Сава Текелија (1761—1842), који је сву своју имовину тестаментом завештао својој задужбини Текелијануму и Матици српској.
Седиште Матице српске се налазило у Пешти до 1864. године, када је пресељена у Нови Сад. У данашњем седишту, задужбини Марије Трандафил из 1912. године, у Улици Матице српске 1 у Новом Саду, Матица српска се налази од 1927. године. Зграда Матице српске у Новом Саду је споменик културе је пројектовао Момчило Тапавица.
Након пресељења из Пеште у Нови Сад, изразито се разгранава Матичина просветитељска и издавачка делатност, штампа се значајна серија „Књиге за народ“, множе се стипендијске задужбине и легати, расписују књижевни конкурси, разгранава издавачка делатност, а све јаче постаје и прожимање са културом у слободној Србији.
Иако је Први светски рат значајно осиромашио Матицу српску, у међуратном периоду она добија на научној снази својих сарадника. У Матици српској тада објављују Јован Цвијић, Михаило Пупин, Милутин Миланковић, Алекса Ивић, Јован Ердељановић и др. У току Другог светског рата, Матица српска се није јавно оглашавала, а након рата јој је одузета готово сва имовина.
У послератном периоду она наставља да се развија превасходно у значајну научну установу, да би данас имала
- преко 3000 сарадника
- стотињак научних пројеката
- 9 научних часописа и
- 7 научних одељења
  - (Одељење за књижевност и језик
  - Одељење за друштвене науке
  - Одељење за природне науке
  - Одељење за ликовне уметности
  - Одељење за сценске уметности и музику
  - Лексикографско и
  - Рукописно одељење)

Радом на капиталним националним пројектима, какви су
- Српски биографски речник,
- Српска енциклопедија,
- Лексикон писаца Југославије, итд.

Матица српска је постала и средиште српске лексикографије. Поред тога, из Матице су се развиле и три значајне установе —
- Библиотека Матице српске,
- Галерија Матице српске (основана 1847)[4][5] и
- Издавачки центар Матице српске.

Статус ове институције, регулисан је посебним Законом о Матици српској.
Председништво Матице српске изабрано на Скупштини 15. маја 2004. са мандатом од четири године чинили су председник проф. др Божидар Ковачек, потпредседници Миро Вуксановић, академик Димитрије Стефановић и проф. др Драгослав Херцег, и секретар Павле Станојевић. Председништво изабрано 2008. године чине председник академик Чедомир Попов, потпредседници проф др Славко Гордић, академик Димитрије Стефановић и проф. др Слободан Ђурчић, генерални секретар је проф др Душан Николић.
Од 2012. године додељује Повељу Матице српске за неговање српске језичке културе.

## Председници Матице српске
- Јован Хаџић
- Михаило Јовановић
- Сава Текелија (1838-1842)
- Платон Атанацковић (1842-1844)
- Павле Трифунац (1844-1853)
- Павле Којић (1849-1853)
- Стеван Брановачки (1867)
- Јован Суботић (1868-1872)
- Стеван Брановачки (1867-1880)
- Стеван Павловић (1880-1881)
- Ђорђе Натошевић (1881-1887)
- Лаза Станојевић (1881-1888)
- Милош Димитријевић (1888-1896)
- Антоније Хаџић (1896—1911)
- Гедеон Дунђерски (1911—1920)
- Радивоје Врховац
- Васа Стајић
- Александар Моч (1936-1945)
- Милан Петровић (1946-1952)
- Вељко Петровић (1953-1956)
- Радомир Радујков (1956-1969)
- Младен Лесковац  (1969-1979)
- Миливој Николајевић (1979-1983)
- Живан Милисавац (1983-1991)
- Бошко Петровић (1991-1999)
- Божидар Ковачек (1999-2007)
- Чедомир Попов (2008-2012)
- Драган Станић (2012-тренутно)

Секретари су били: др Никола Милутиновић (1932—1941), др Душан Попов (1979—1991).

## Критика
Лист Врач погађач је писао да отровни паук (Матица хрватска) сише српски цвјетњак, а за то вријеме блажено спава трут (Матица српска), и тако омогућује стварање хрватске културе. И сарајевски митрополит Сава Косановић, иако члан Матице српске, имао је замерки на њен рад. За старине по Херцеговини и Босни су бечко-пештанска друштва показала посебну пажњу, а Косановић се жалио што међу свим тим истраживачима није видео ни једног изасланика Српскога ученога друштва из Биограда, било од Матице Српске из Новог Сада, или пак од Југославенске академије из Загреба. У писму Илариону Руварцу од 2. маја 1892. исказује жељу да неко учен дође у Манастир Свете Тројице код Пљеваља и истражи књижницу са старим књигама: Академија (а могла би и Српска Матица!) одредила из кога књижевног фонда коју сумицу новца, па идућих ферија изаслала до Пљеваља једног професора илити научењака, па да изнова прегледа ону библиотеку... У пријекор се може казати и за Српску Матицу и за Кр. срп. Академију, - односно некадање Срп. уч. Друштво, да су у том погледу били и лијени и немарни до сада. А је ли право и поштено, да наше старине познавамо преко туђијех руку?! ...Пљевља нијесу у Африци, него на граници Босне и Србије. Путовање је сасвијем ласно и безопасно (сједећи на кароцама аустријске поште!).
У јеку јавне полемике око изградње Мештровићевог дела - маузолеја Његошу на Ловћену, на месту Његошеве капеле, Бора Глишић је у полемичком тексту објављеном у Књижевним новинама 30. јула 1969. написао између осталог: ...Извесна загребачка штампа је, данима, прилично простора посвећивала тврђењима да су Срби насилно приграбили Његоша. Матица српска се, скрушено, смерно, ломећи своје старе, фине, ћилибарско-жуте прсте (скоро) извињавала - покајнички - што је Његоша убројала у српске писце.